# EFハンド

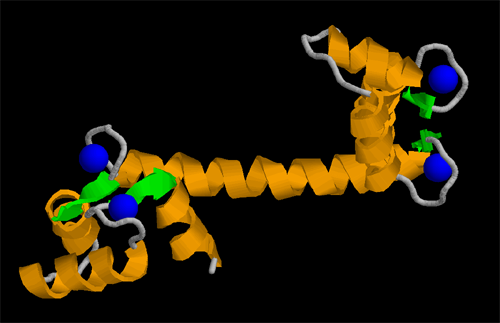
4つのEFハンドモチーフを持つカルモジュリン。カルシウムイオンは青で、αヘリックスはオレンジで、βシートは緑で色付けしてある。

EFハンド（EF Hand）はタンパク質の二次構造のモチーフの1つである。互いにおよそ垂直になっている2つのαヘリックスからなり、しばしばカルシウムイオンを結合した、12アミノ酸残基程度の短いリンカーループで繋がっている。名前は、3つのEFハンドモチーフを持ち、カルシウム結合活性により筋肉の弛緩に関わっていると見られるパルブアルブミンの古い名前に由来する。EFハンドはシグナル伝達タンパク質のカルモジュリンや筋肉に含まれるトロポニンCでも見られる。

## 配列の特徴
カルシウムイオンはタンパク質の主鎖にも、アスパラギン酸やグルタミン酸など構成アミノ酸の側鎖にも結合する。EFハンドモチーフは配列の条件が初めて詳細に分析された構造モチーフとなった。ループ部分の5残基がカルシウムと結合し、ここにはアスパラギン酸やグルタミン酸などの酸性アミノ酸が非常に現われやすい。ループ中の6番目の残基は主鎖の立体配置からの要請でグリシンでなければならない。残りの残基は疎水性アミノ酸であることが多く、疎水効果で2つのヘリックスを強固に結び付けている。
αヘリックスのこれ以外のカルシウム結合モチーフとしては、ドッケリンドメインが知られている。